# NGC 3152
NGC 3152 ist eine Linsenförmige Galaxie vom Hubble-Typ SB0 im Sternbild Kleiner Löwe am Nordsternhimmel. Sie ist schätzungsweise 284 Millionen Lichtjahre von der Milchstraße entfernt und hat einen Durchmesser von etwa 65.000 Lj.

Im selben Himmelsareal befinden sich u. a. die Galaxien NGC 3159, NGC 3160, NGC 3161, NGC 3163.
Das Objekt wurde am 27. März 1854 vom irischen Astronomen R. J. Mitchell, einem Mitarbeiter Lord Rosses, entdeckt.